# Revista do Patrimônio Histórico e Artístico Nacional
A Revista do Patrimônio Histórico e Artístico Nacional  é, desde 1937, o principal periódico brasileiro especializado em temas de linha editorial relacionadas ao patrimônio cultural.
A coleção está disponível nas bibliotecas do Iphan e quase todos os números no site do Iphan.

## História

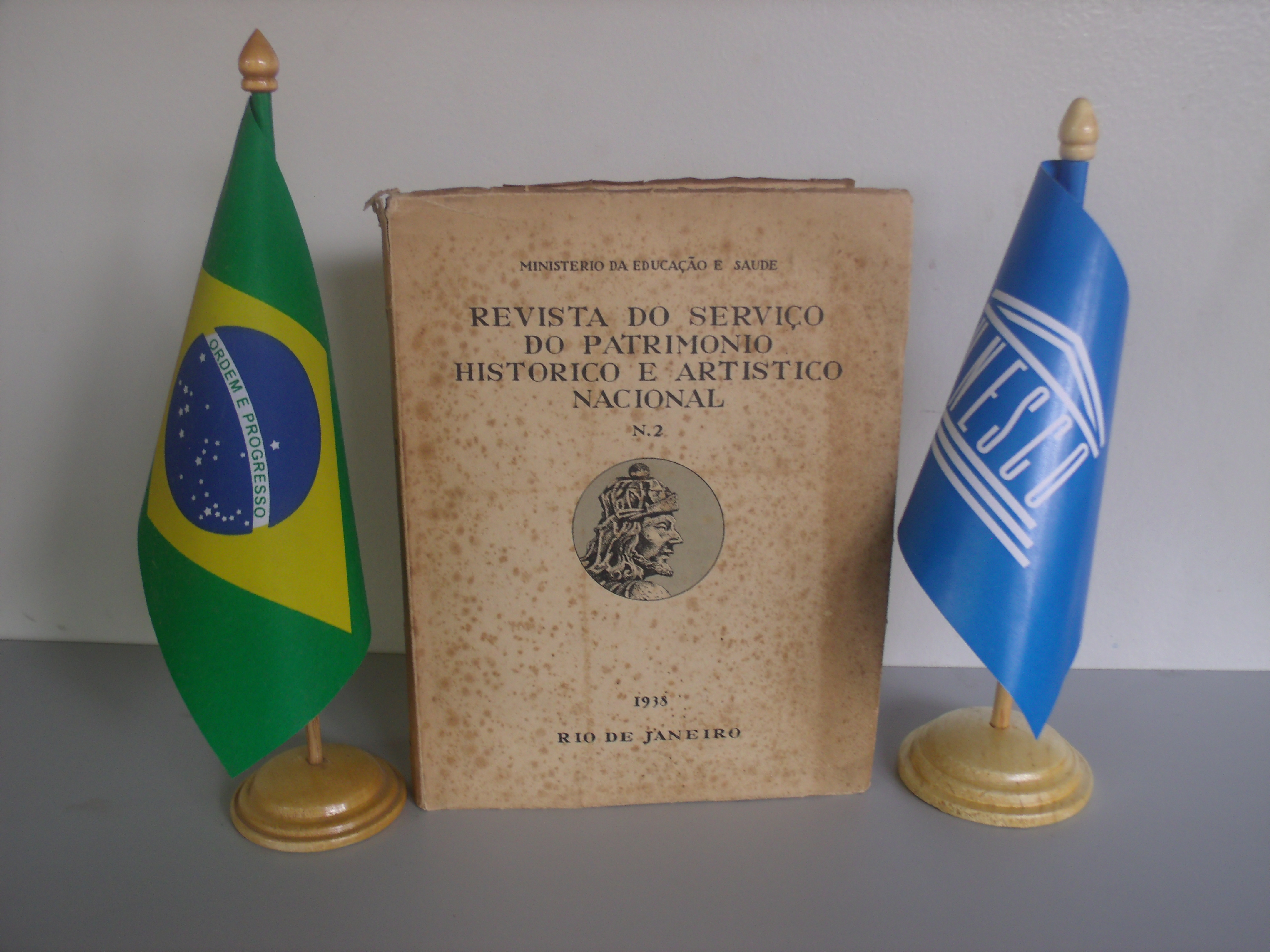
Original da edição número 2, de 1938.

A revista foi criada no mesmo ano da criação do então Serviço de Patrimônio Histórico e Artístico Nacional, atual Iphan e já nasceu com as colaborações de escritores, arquiteto, engenheiros, sociólogos, antropólogos pertencentes aos quadros do Iphan e de outras instituições, entre os quais citam-se: Rodrigo Melo Franco de Andrade, Lucio Costa, Mário de Andrade, Gilberto Freire, Joaquim Cardoso, Curt Nimuendaju, Paulo Thedim Barreto . Teve parada por alguns interregnos e voltou a circular em 1994.

## Organização
A expectativa era que a revista fosse semestral, de acordo com a proposta no primeiro número, mas tal expectativa não se realizou. A publicação não teve periodicidade regular. Ficou por exemplo interrompida de 1947 a 1955. Em 1961, a revista foi novamente descontinuada, até 1968.
Foi identificado que a oscilação de publicação esteve relacionada a: atrasos, normalmente por causa da falta de verbas para a impressão; contexto favorável no período varguista; atuação direta de Rodrigo Melo Franco de Andrade; e ações específicas para garantir política de memória na revista.

## Linha editorial
A revista é voltada para produções de artigos e ensaios tanto teóricos como técnicos sobre o patrimônio nacional, arte e história e temas estéticos, antropológicos, sociológicos e culturais em geral.

## Números

### 1937 a 1947
O primeiro exemplar contou com 22 artigos, o maior número na comparação com todo o acervo, e foi dividida em quatro partes. O tema principal foi arquitetura religiosa. O caráter monotemática desse exemplar o que alias foi motivo de frustração para o editor. Alguns dos textos publicados nesse exemplar são considerados fundamentais para entender os debates teóricos sobre patrimônio cultural e histórico na revista, incluindo:
- “Documentação necessária”, de Lucio Costa; 
- “Sugestões para o estudo da arte brasileira em relação com a de Portugal e a das colônias”, de Gilberto Freyre; 
- “Contribuição para o Estudo da Proteção ao Material Arqueológico e Etnográfico no Brasil”, de Heloísa Alberto Torres; 
- “A Natureza e os monumentos culturais”, de Raimundo Lopes;
- "A Capela de Santo Antonio", de Mario de Andrade;
- “O forte de São Tiago da Bertioga”, de Afonso d'Escragnolle Taunay;
- “A igreja do monte Guararapes”, de Anibal Fernandes; e
- “A igreja dos remédios”, de Nuto Sant’Anna.
Na seção intitulada "Programa", assinada por Rodrigo Melo Franco de Andrade, é veiculado o objetivo principal da publicação: "... divulgar o conhecimento dos valores de arte e de história que o Brasil possui e contribuir empenhadamente para o seu estudo". Segue: "A esse respeito, há uma tarefa da maior importância a realizar, pois o que se tem feito até agora é escasso e difícil de coligir-se".
Os exemplares dois e três foram, de acordo com uma tese na UNICAMP, uma continuidade do primeiro número, pois seguiu no mesmo estilo do primeiro, com temáticas diversas e a preocupação de colocar em discussão o patrimônio clássico brasileiro. Uma diferença do quarto volume, em relação aos exemplares anteriores, é que nele não constam artigos sobre arqueologia e etnografia. O enfoque temático restritivo continua, no quinto volume, com especial cobertura de artes plásticas. Compõem o sumário do quinto volume, entre outros:
- "A arquitetura jesuítica no Brasil", de Lucio Costa;
- “As capelas antigas de São Paulo”, de Sérgio Buarque de Holanda;
- “Os dois grandes lampadários do mosteiro de São Bento do Rio de Janeiro”, de D. Clemente Maria da Silva-Nigra; e
- “A propósito de três teorias sobre o Barroco”, de Hannah Levy.